# ヘネシー・ヴェノムGT
ヘネシー・ヴェノムGT（Hennessey Venom  GT ）は、アメリカのチューニングメーカー、ヘネシーパフォーマンスが製造しているスーパーカーである。
ヘネシーパフォーマンス社はアメリカテキサス州にあるチューニングメーカーでありこれまでにMP4-12Cやシボレー・カマロ、フォード・GTなど様々な車をチューニングしてきた。そのヘネシー社がハイパフォーマンスブランド「ヴェノム」の最高峰モデルとして開発したのがヴェノムGTである。
2013年後半にエンジンを強化したヘネシー・ヴェノムGT2を市販化することを発表している。

## スペック
ボディはロータス・エキシージをベースに大幅に改良を加えたもので、ロードカーとしての登録はエキシージの改造車扱いとなる。ボディはカーボン樹脂を使用し軽量化を図り、車両重量は1244kgとなる。ブレーキはフロントがブレンボの6ピストンキャリパー、リアが4ピストンキャリパーを使用、サーフェストランスフォームズのカーボンセラミックローターを組み合わせる。フロントスポイラーや可変式リアウィングなどの空力パーツを追加している。
エンジンはGMのLSX 7.0リッターV8エンジンをベースにしたものでツインターボを組み合わせる。発表段階の最高出力は1,200hpだったが、後に生産が決まったオープンカー仕様への対応のための構造変更による重量増に合わせて1kg/hpを維持するために1,244hpまで出力を向上させた。エンジン出力は800hp、1000hp、1244hpの3段階に調節が可能でトラクションコントロールも搭載。トランスミッションはリカルド製6速MTとなる。車高調節式サスペンションにより最大6cmの車高調節が可能。

## 生産
イギリスノーサンプトンシャーシルバーストンの工場にて生産、テストが行われている。エンジンはテキサス州シーリーの工場で作られイギリスに空輸される。
ヴェノムGTの購入者にはヘネシーのテストドライバーによる1日の講習が提供され、イギリスかアメリカのサーキットにて受講できる。ヘネシーでは販売網をヨーロッパ、中東、ロシア、アジア、オーストラリアまで広げる計画を立てている。
生産は年間10台に限られており、2014年3月時点で11台が納車された。合計29台の限定生産を予定している。

## ヴェノムGT スパイダー
ヴェノムGTのオープンカー仕様。エアロスミスのボーカリストスティーヴン・タイラーの要望により生産が決定された。2013年モデルで5台が生産予定で最初の1台がタイラーに届けられる予定となっている。

## ヴェノムGT ワールドファステストエディション
2013年ギネス認定された0-300km/h記録と、2014年の最高速度記録達成を記念したモデル。
3台限定でアメリカ国旗の色を取り入れたボディカラー仕様となる。

## 世界記録
2013年1月10日、ヘネシーはギネス・ワールドレコーズの認定員が立ち会う公式記録会を実施し、静止状態から300km/hまでの加速時間を計測した。その結果追い風参考13.18秒、向かい風参考14.18秒を記録し、その平均値である13.63秒が2シーター量産車の世界最速としてギネス世界記録に認定された。さらに同時に計測されたギネス非公式の0-200mph(0-322km/h)では14.51秒を記録し、ケーニグセグ・アゲーラが持っていた最速記録14.53秒を破っている。
同年2月には、カリフォルニア州リムーアに所在するナヴァル空軍基地にて最高速度427.6km/hを記録した。
2014年2月14日、ケネディ宇宙センターにあるNASAシャトル着陸施設の5.2km（オーバーラン地帯含む）の着陸路にて最高速度計測が行われた。ミラー・モータースポーツパークのディレクター、ブライアン・スミスの運転により最高速度435.31km/hを記録した
。これはブガッティ・ヴェイロン スーパースポーツの持つ2シーター量産車の最高速度ギネス記録を超えるものであったが片方向のみの走行であったことや、ギネスの新たに示す量産車（Production car)の定義である30台の生産を満たしていないことから、ギネス記録には認定されなかった。